# Museum von Málaga

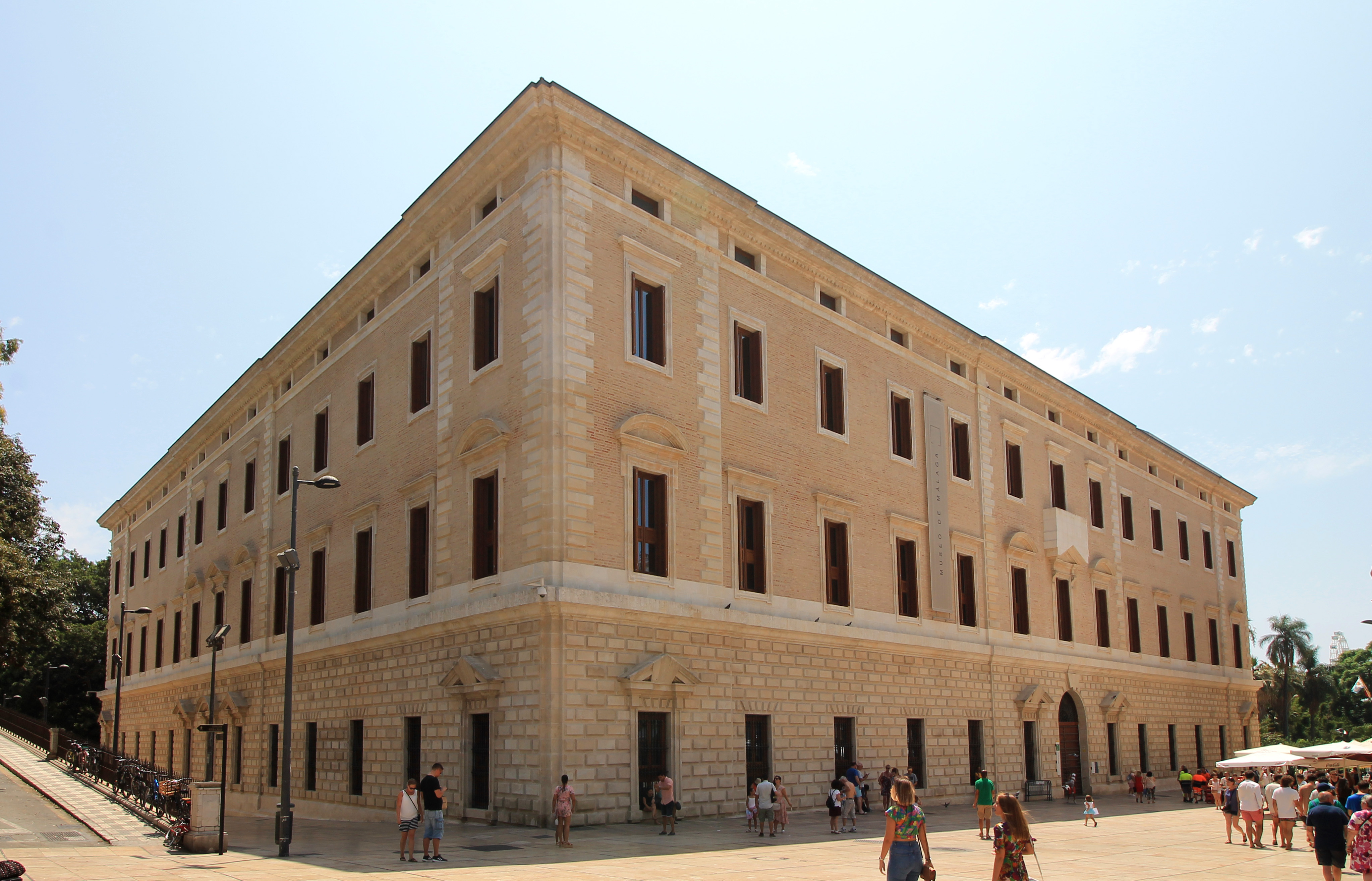
Museo de Málaga

Das Museum von Málaga (spanisch Museo de Málaga) ist das größte Museum der südspanischen Region Andalusien; es befindet sich im Gebäude der ehemaligen Zollverwaltung (spanisch Palacio de la Aduana) und vereint seit dem Jahr 2016 zwei bisher getrennt untergebrachte Sammlungen.

## Gebäude
Das in der zweiten Hälfte des 18. Jahrhunderts im italienischen Stil erbaute und im Jahr 1788 fertiggestellte Gebäude war lange Zeit Sitz der Zollverwaltung und der örtlichen Tabakfabrik (Real Fábrica de Tabacco). Es ist um einen Innenhof herum gruppiert. 

## Sammlung

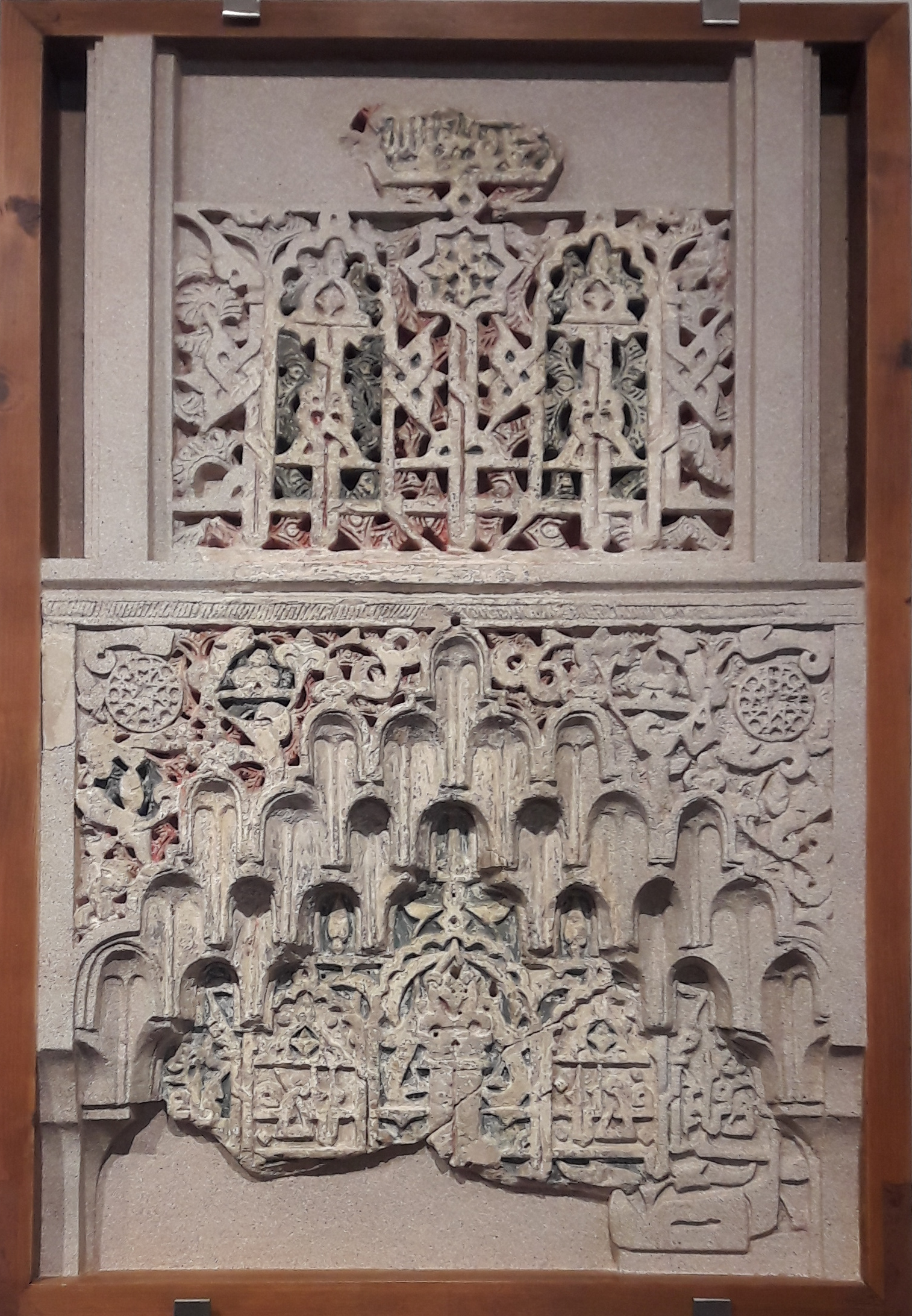
Maurische Stuckfragmente (14. Jh.)

Das Museum gliedert sich in zwei Abteilungen:
- Die archäologische Abteilung mit mehr als 15.000 Objekten umfasst Funde aus der Stein- und Bronzezeit sowie aus der römischen und islamischen Epoche.
- Die kunsthistorische Abteilung beinhaltet über 2.000 Gemälde des 19. und 20. Jahrhunderts von zumeist spanischen Malern.

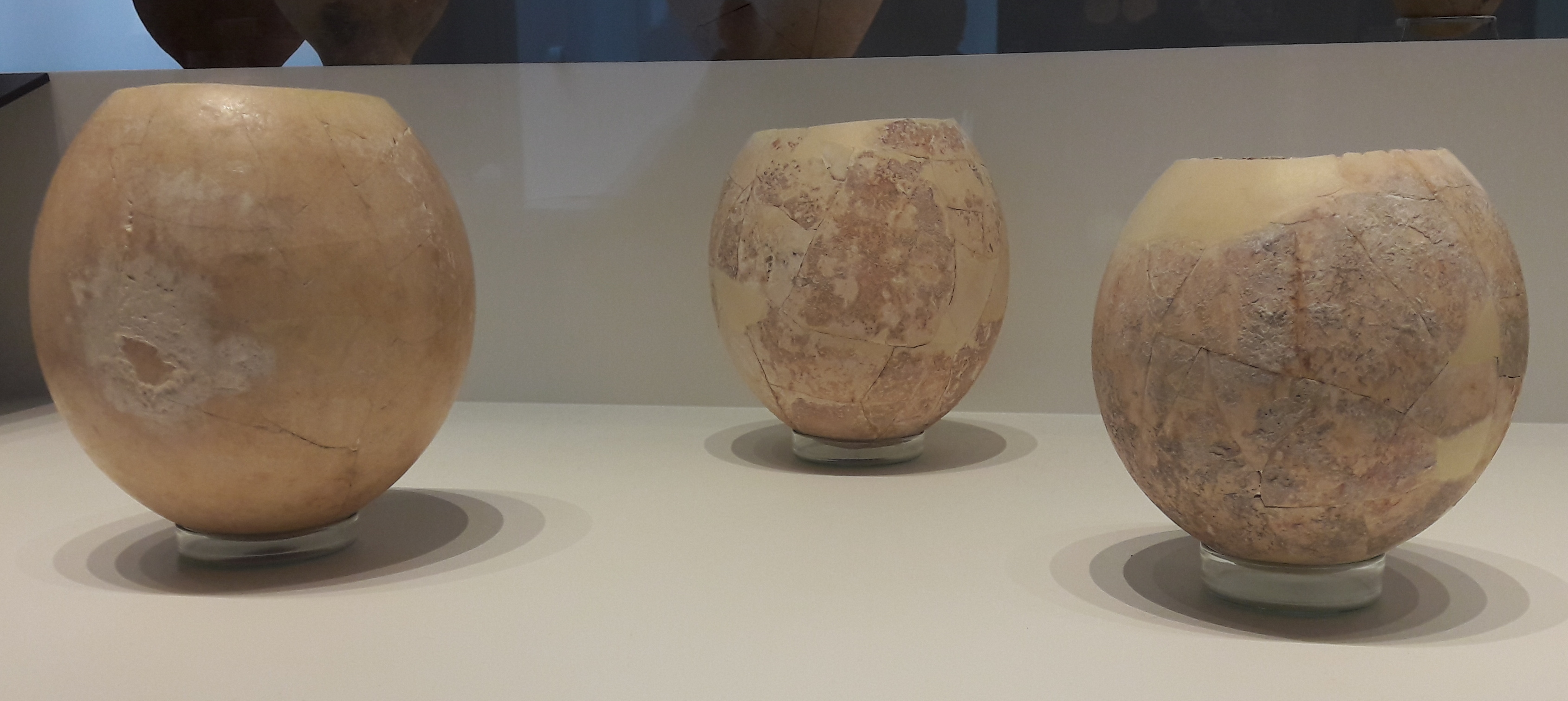
Straußeneier-Gefäße (5./4. Jh. v. Chr.)
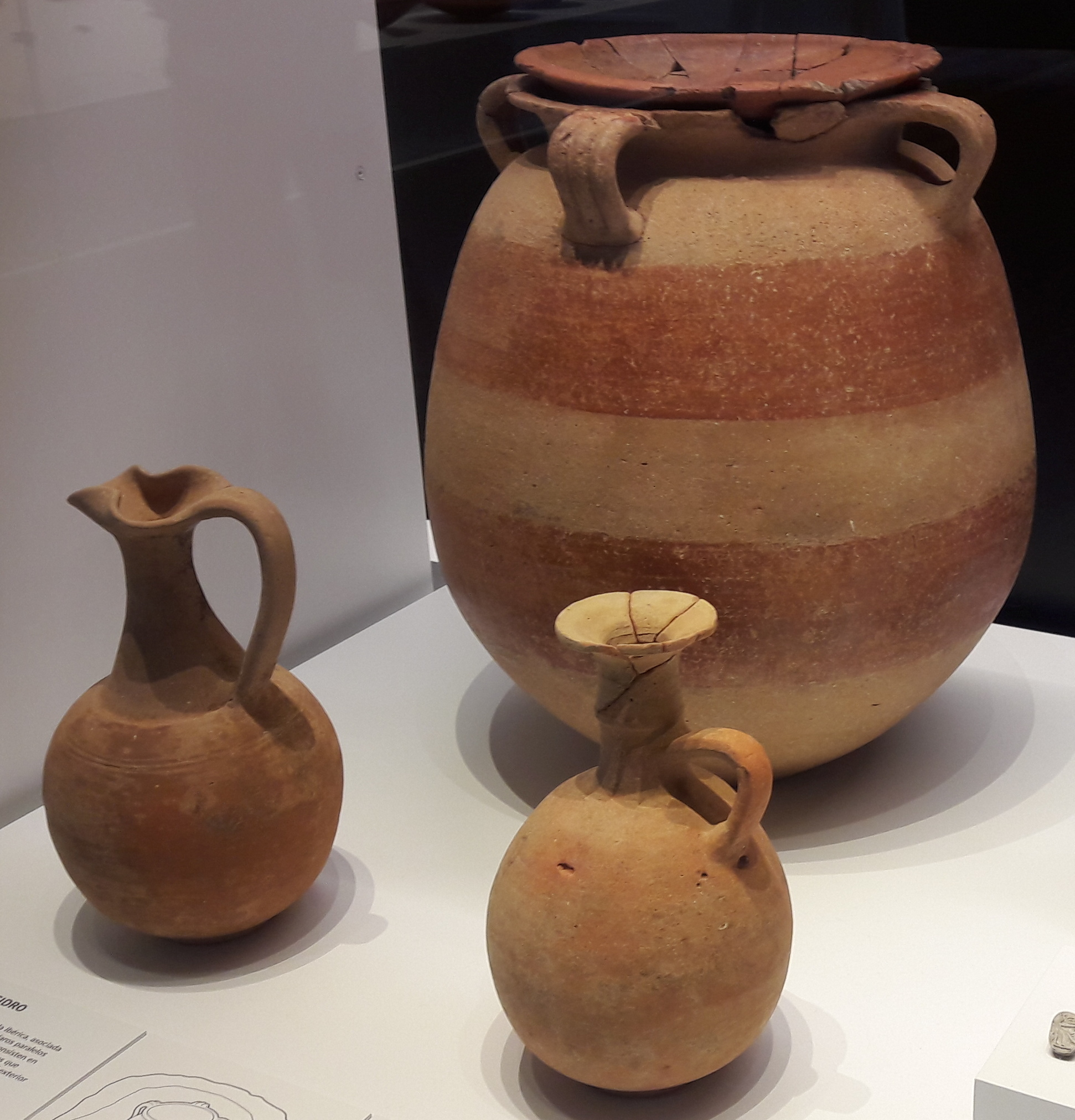
Unglasierte Keramik (9./8. Jh. v. Chr.)
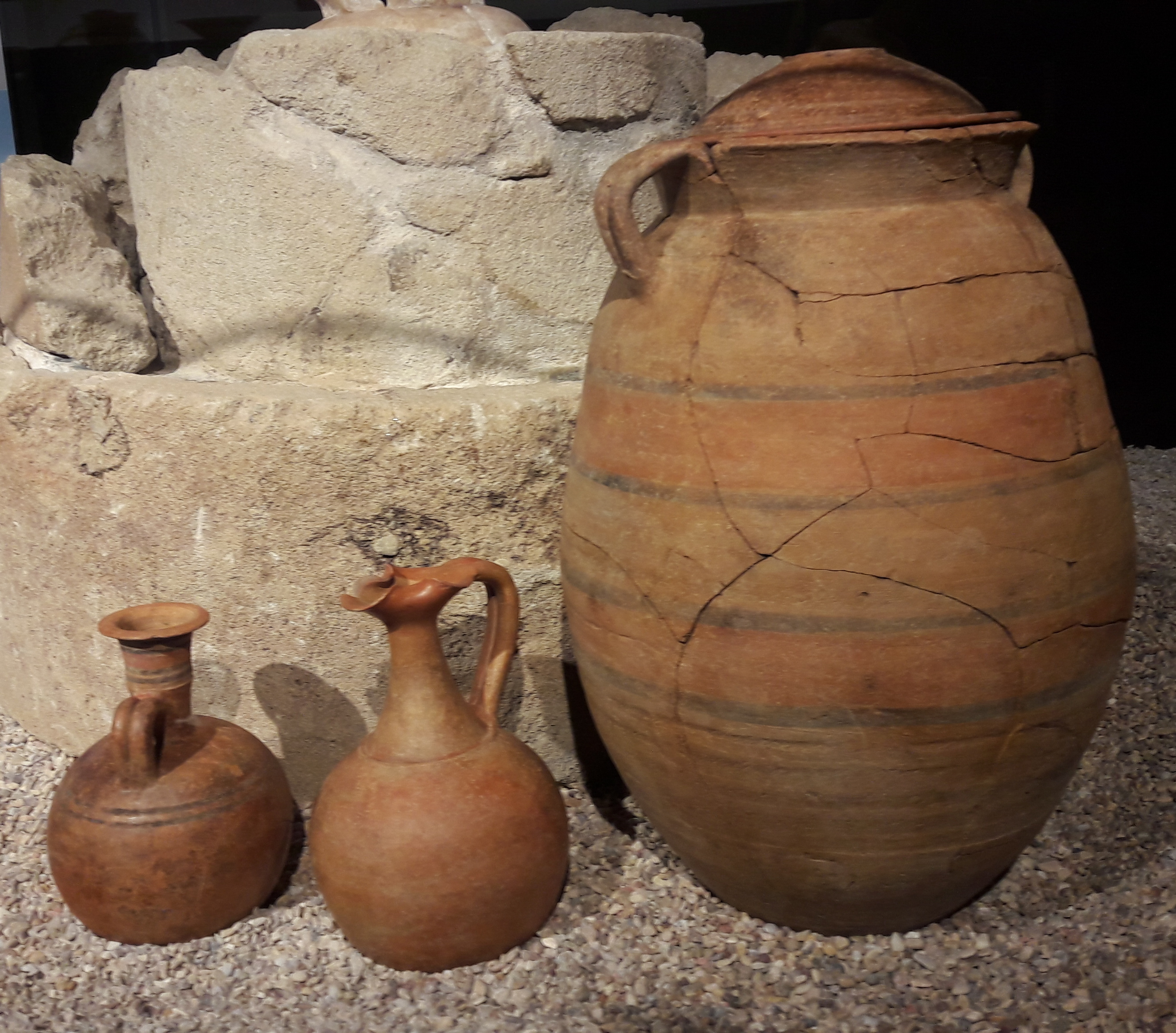
Unglasierte Keramik (8. Jh. v. Chr.)
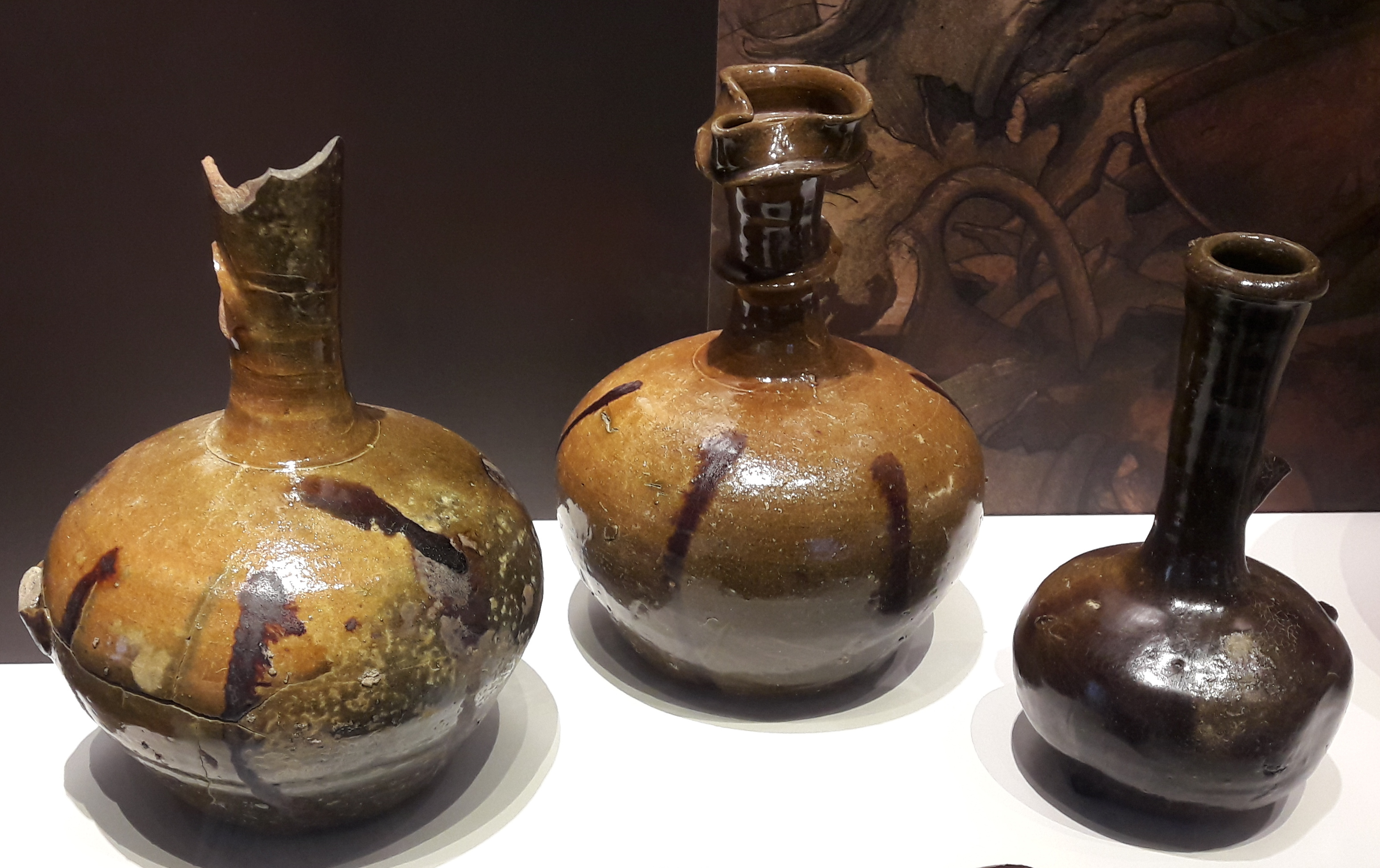
Glasierte Keramik (9. Jh.)
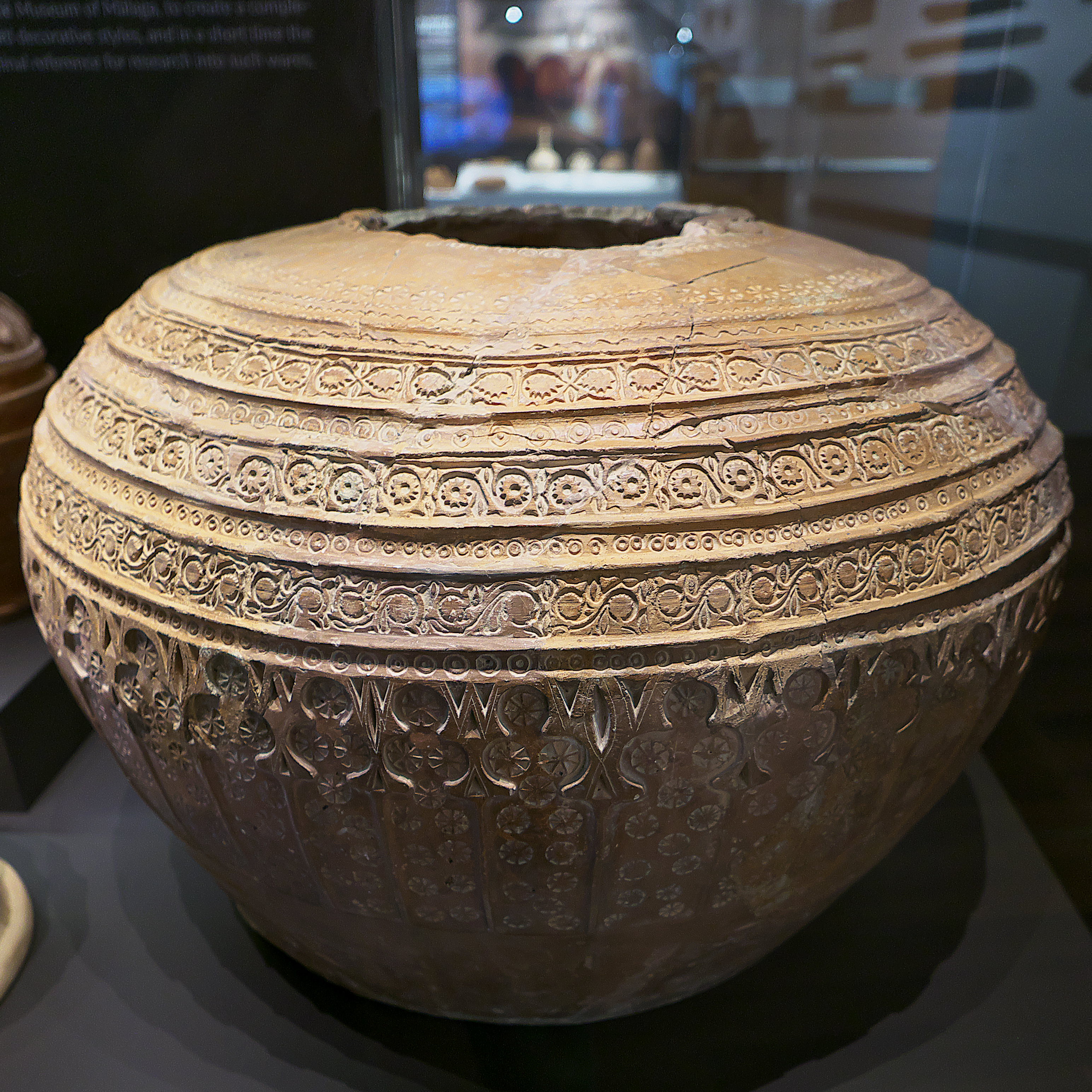
Gefäß mit gestempelten Ornamenten (14. Jh.)